# Launaguet
Launaguet este o comună în departamentul Haute-Garonne din sudul Franței. În 2009 avea o populație de 6.962 de locuitori.

## Evoluția populației
| An        | 1975  | 1982  | 1990  | 1999  | 2006  | 2009  |
| --------- | ----- | ----- | ----- | ----- | ----- | ----- |
| Populație | 2.771 | 2.842 | 3.768 | 5.086 | 6.696 | 6.962 |

## Monumente

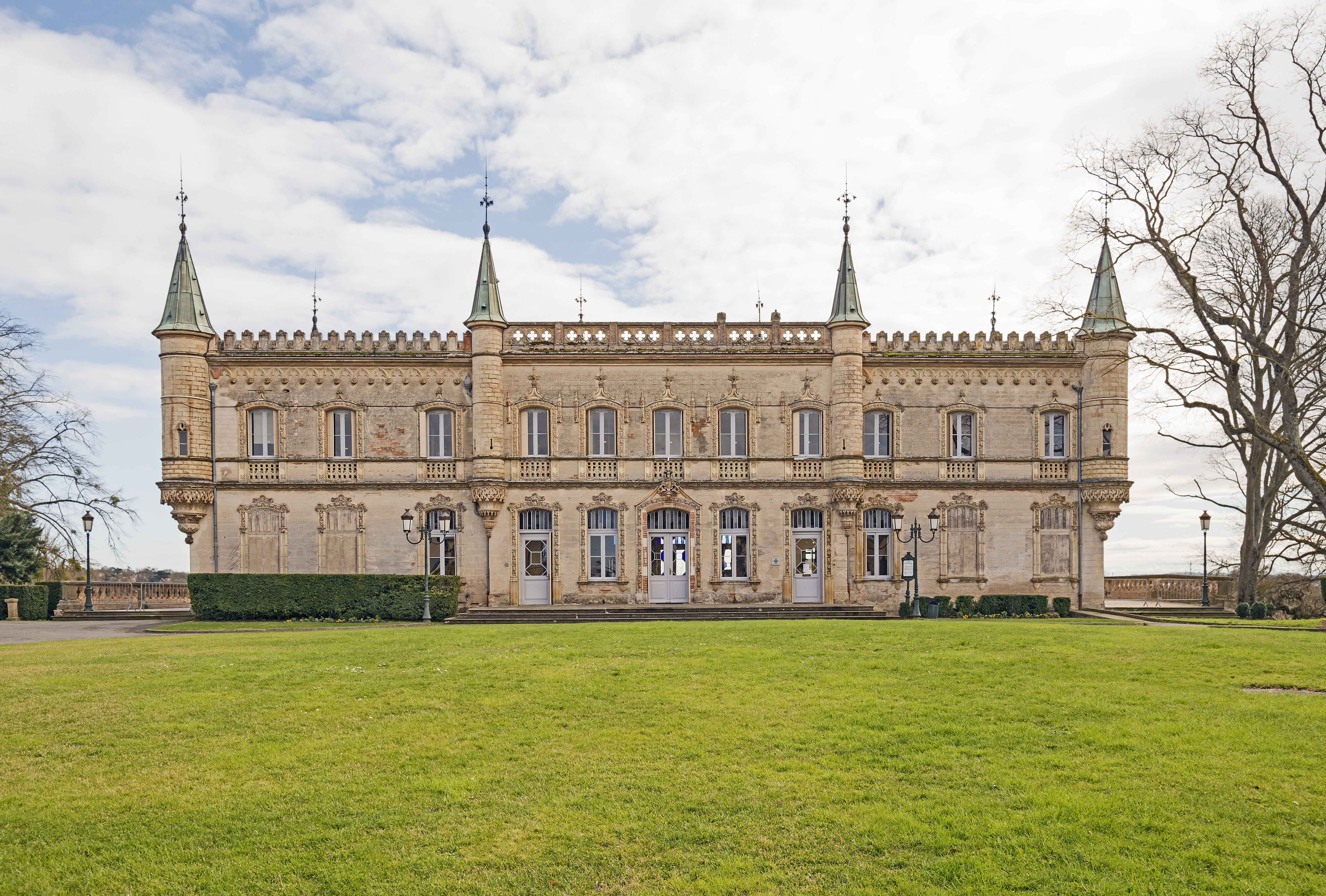
Castelul-fațadă.
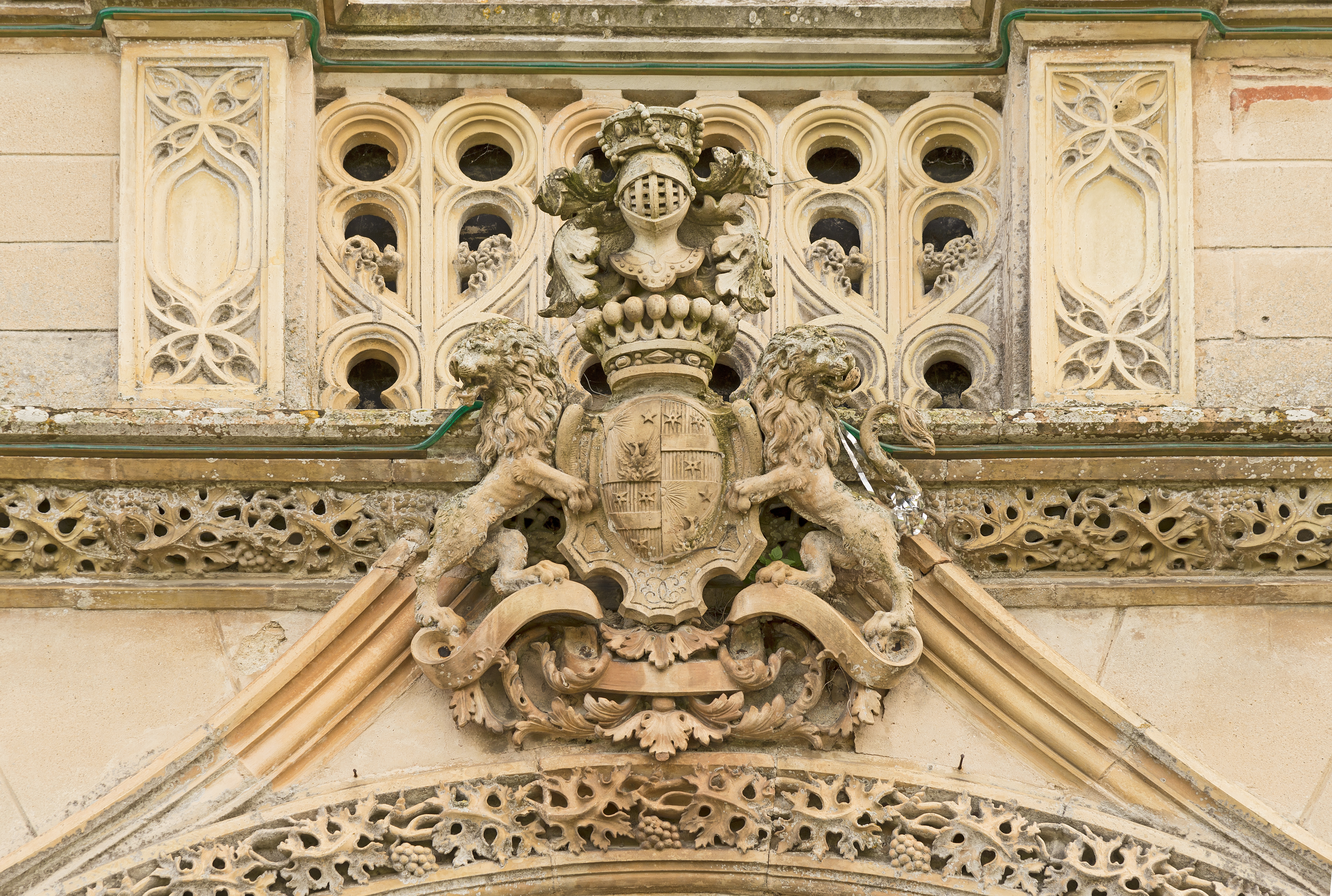
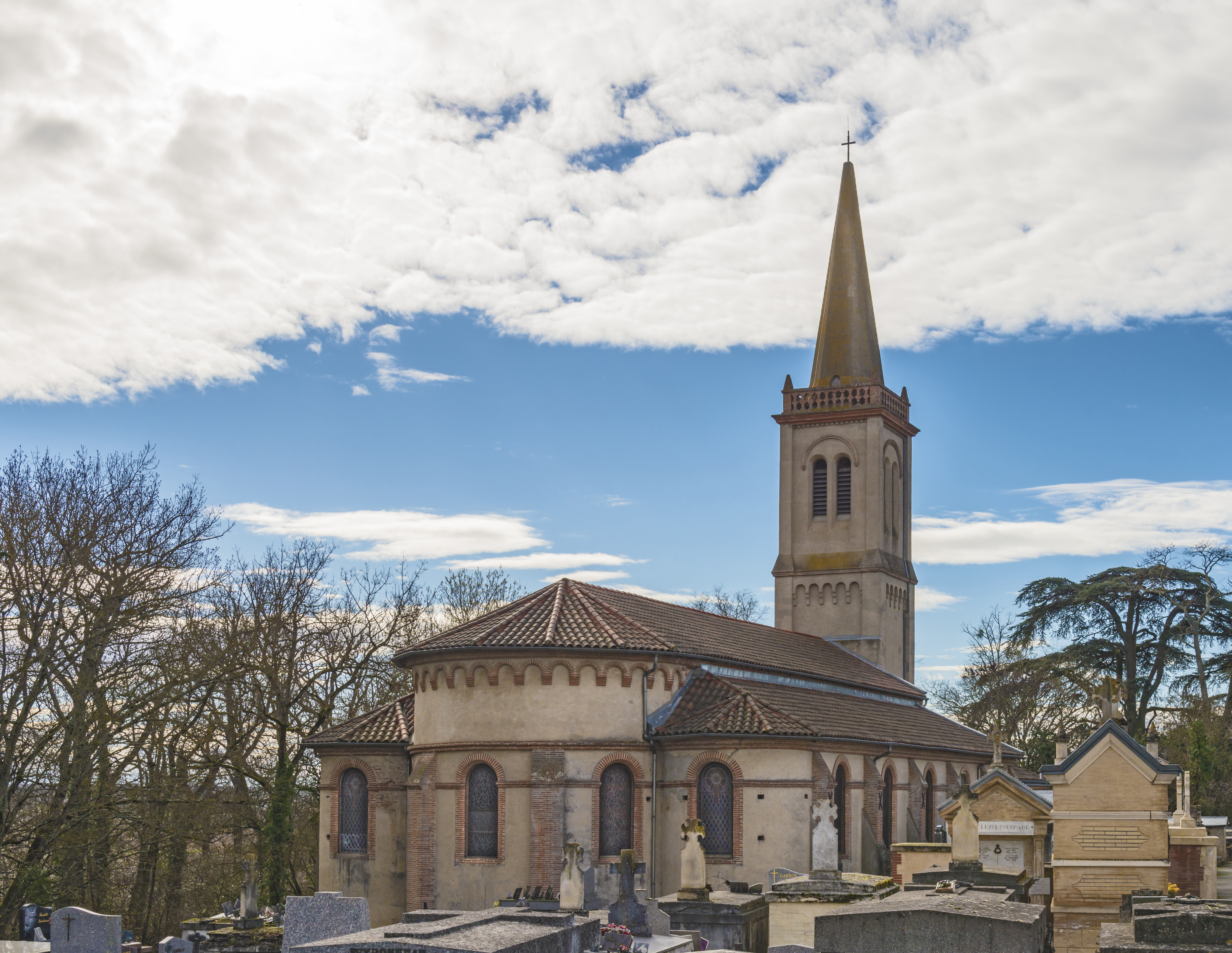
Biserica "Sfântul Bartolomeu" - Absida.
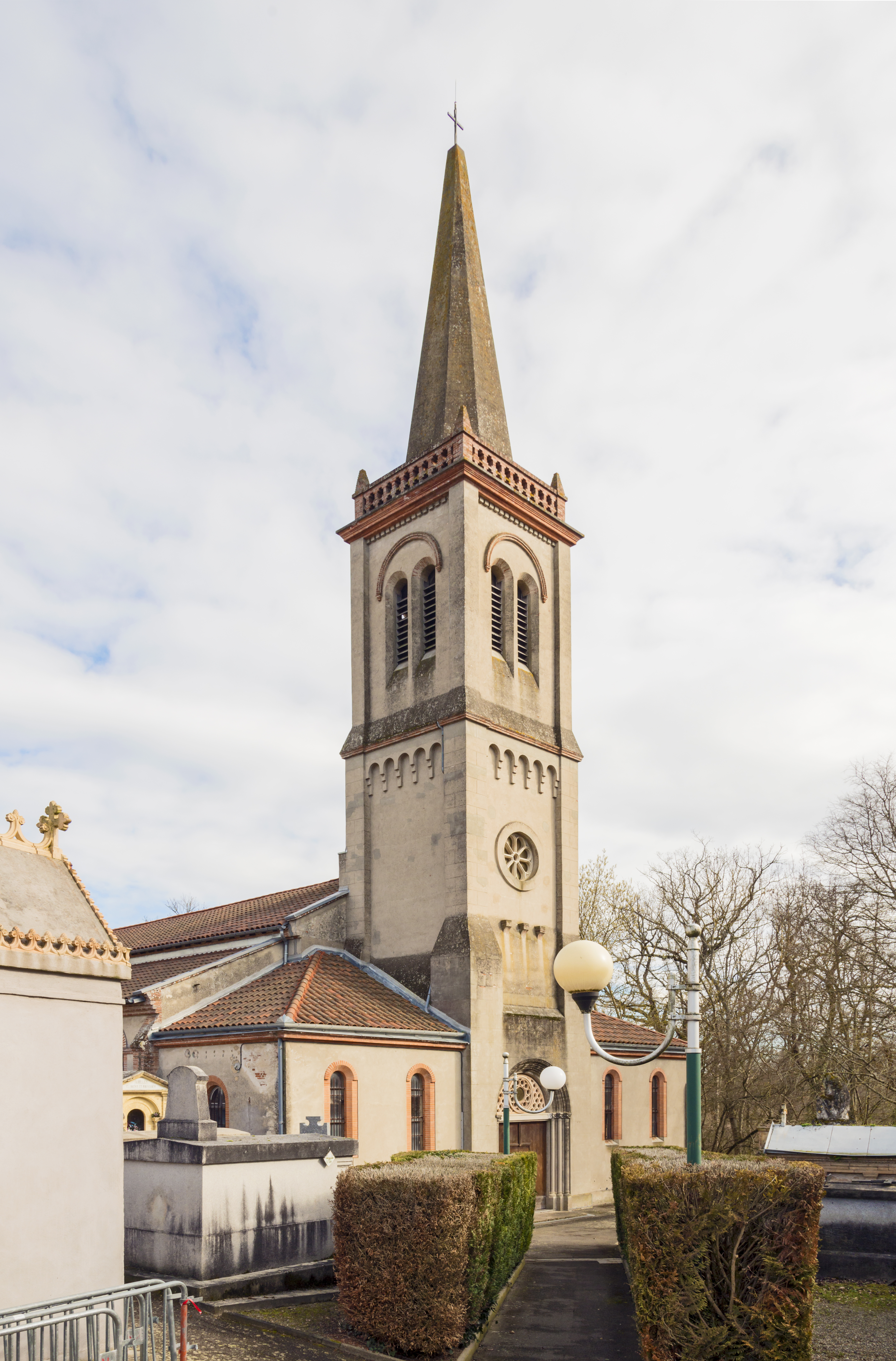
Clopotnita.